# 艾比甫·艾洁木麻扎
艾比甫·艾洁木麻扎是位于中华人民共和国新疆维吾尔自治区克孜勒苏柯尔克孜自治州阿图什市上阿图什镇的穆斯林麻扎，修建于19世纪末期。艾比甫·艾洁木麻扎是中华人民共和国第六批全国重点文物保护单位。

## 传说与历史
艾比甫·艾洁木麻扎原来是上阿图什居民祭祀的麻扎，始建于10世纪末期喀喇汗王朝阿里·阿尔斯兰汗时期，后经过多次维修。1889年到1899年，上阿图什商人穆萨巴尤夫兄弟重新修建艾比甫·艾洁木麻扎，建筑师包括木汗买力阿吉、尼牙孜阿洪、艾拜毛拉等人。即使经历了面波震级8¼级的1902年阿图什地震，艾比甫·艾洁木麻扎依然屹立不倒。1990年，克孜勒苏柯尔克孜自治州文物普查队对艾比甫·艾洁木麻扎进行了调查并建档。2003年，新疆维吾尔自治区人民政府将艾比甫·艾洁木麻扎列为新疆维吾尔自治区文物保护单位。2006年，中华人民共和国国务院将艾比甫·艾洁木麻扎列为第六批全国重点文物保护单位。2012年，中华人民共和国国家文物局批复了艾比甫·艾洁木麻扎的扎修缮工程。
艾比甫·艾洁木麻扎的修建有一段传说，相传喀喇汗王朝时期，一些外地商人落脚在了依克萨克村，由于债务原因，很多当地村民的土地被征收。一日，一名商人到一户村民家中催债，然而这家一贫如洗，无力偿还。尽管如此，这家村民还是倾己所有招待了商人。商人十分感动，不仅免除了这家的债务，也将其他村民的债务一并免除。商人的举动获得了很多人的敬重，所以称他为艾比甫·艾洁木，艾比甫相传是波斯语“朋友”之意，艾洁木则是波斯的名称，艾比甫·艾洁木意为波斯来的朋友。在他死后，村民为他举行了隆重的葬礼并建立了艾比甫·艾洁木麻扎以纪念他。

## 建筑现状
艾比甫·艾洁木麻扎位于中华人民共和国新疆维吾尔自治区克孜勒苏柯尔克孜自治州阿图什市上阿图什镇依克萨克村西北处，距离阿图什市30千米。麻扎东侧、西侧、南侧是现代穆斯林墓地，北侧为农田，麻札周围有数十颗白杨，四周遍布红柳。
艾比甫·艾洁木麻扎占地面积超过227平方米。最初有清真寺、经文学校、门殿、淋浴室、宿舍等建筑，不过这些早期建筑多以不在。现在的艾比甫·艾洁木麻扎有院墙，院子内除了麻扎主体建筑外，在北侧新修有一座130平方米清真寺，和清真寺相接的有一排供看护人和较远地区朝拜者居住的土坯房，在墓室前有8个坟墓。看护房外有一条水渠，院前还有一个涝坝。院子围墙由红砖和土坯构成，土坯是原有建筑，红砖则于20世纪90年重新修筑，围墙高约1.5米，周长超过70米。
艾比甫·艾洁木麻扎主墓室是单层带穹窿顶的砖木结构建筑，为具有维吾尔建筑风格的伊斯兰建筑。墓室建筑材料以砖、石膏、沙、泥为主，并未使用木料、钢材。建筑宽13米，纵深17米有余，高超过17米，顶部为穹窿顶，底部平面呈“凸”字形。其穹窿顶底部外直径超过12米，内直径9米有余。有蓝色花纹琉璃砖覆盖，其上有小亭，小亭有6面窗户，顶部也为穹窿顶。穹窿顶内部为石膏抹面，并有五处圆形石膏雕饰。穹窿顶底部内径有36个石膏制成的小龛。墓室建筑底部四角设有角柱，顶部本都有小亭，不过地震导致仅剩正面两角的小亭，小亭上贴绿色琉璃砖。墓室墙体内外侧为砖砌，其间由土坯砌筑，内墙面有石膏抹面，外墙上有5种不同的砖雕装饰，外墙底部设置有宽0.14米宽的长条砖作为散水。墓室建筑正面凸出有伊斯兰拱券大龛，龛后壁为三面体，曲形上收，宽约1.8米的大门设置在大龛内，大门上有铁片装饰。大龛两侧有4个框套龛，顶部有7个框套龛，突出的两角有顶部不设亭的扶壁柱。窗洞设置在墓室的两个侧立面和背面，共有4处，每处设置有桃心状铁艺栏杆，窗洞外墙有石膏雕塑。墓室东北角有一旋转楼梯通往屋顶，共有18个踏步，并无扶手。墓室内有重新修建的坟墓，主要材料为长条砖和草泥。